# تريغونا كورفينا
تريغونا كورفينا (بالإنجليزية: Trigona corvina)‏ هي نوع من النحل غير اللاسع الذي يعيش بشكل رئيسي في وسط وجنوب أمريكا. ويُعرف في بنما أحيانا باسم زاغاناس. يعيش كورفينا في أعشاش واقية في أعالي الأشجار، لكنه يمكن أن يكون عدوانيا ومدافعا على مناطقه وموارده للغاية. يستخدم هذا النوع فيروموناته لحماية مصادر طعامه وللتأشير على موضعه لزملائه في العش. هذا النحل الأسود غير اللاسع من قبيلة النحل ضئيل الإبرة يمكن أن يكون متطفلا على أشجار الليمون لكنه مفيد لتأبير المحاصيل.